# Добричка (приток Угры)
Добричка — река в России, протекает по Ельнинскому району Смоленской области. Устье реки находится в 380 км от устья Угры по левому берегу. Длина реки составляет 11 км. На реке расположена деревня Костюки Коробецкого сельского поселения.

## Данные водного реестра
По данным государственного водного реестра России относится к Окскому бассейновому округу, водохозяйственный участок реки — Угра от истока и до устья, речной подбассейн реки — Бассейны притоков Оки до впадения Мокши. Речной бассейн реки — Ока.
Код объекта в государственном водном реестре — 09010100412110000020477.

### Притоки
(указано расстояние от устья)
- 2,3 км: река Рудо (пр)
- 3,2 км: река Буда (пр)
- 4,8 км: река Жигловка (лв)
- 5,9 км: река Крутец (лв)